# Oratorio Lateranense Bacchi Mellini
L'Oratorio Lateranense Bacchi Mellini (anche conosciuto nel comune come Al Ceşolen dla siora Giulia oppure Chiesolino)  sorge a mezzo chilometro dalla piazza di Lentigione nel comune di Brescello

## Storia
La costruzione dell'oratorio risale a circa tre secoli fa, grazie a Giulio Antonio Soliani che volle nella sua proprietà di un oratorio pubblico.

## I Soliani Raschini
I documenti giunti sino a noi, quelli dell'allora vescovo di Parma Diodato Turchi e quelli del Capitolo della Basilica di San Giovanni in Laterano concordano sul nome di Giulio Antonio, ma differiscono sul cognome.
Dai documenti in possesso al vescovo Diodato Turchi emerge che il cognome di Giulio Antonio era Soliani, mentre dai documenti in possesso al Capitolo della Basilica il cognome era Soliani Raschini.
Pare che il Figlio aggiunse al suo cognome quello dei Raschini, una famiglia di estinta di Brescello.

## Le controversie con il vescovo di Parma
Quasi sicuramente prima del 9 ottobre 1729 Giulio Antonio Soliani si era rivolto al vescovo di Parma, Camillo Marazzani, per richiedere l'autorizzazione di erigere un oratorio pubblico sul territorio di sua proprietà, richiesta che venne rifiutata.
Tuttavia a quei tempi per risolvere queste problematiche ci si poteva rivolgere direttamente al Capitolo della Basilica di San Giovanni in Laterano, che godeva di un privilegio pontificio, ovvero quello della extra territorialità.
Nel 1729 Papa Benedetto XIII concesse i benefici delle indulgenze Lateranensi all'oratorio che si apprestava ad essere costruito.
Nel 1730 Soliani donò il terreno su cui sarebbe sorta la chiesetta alla Basilica di San Giovanni in Laterano, donazione che fu approvata il 13 marzo, con Bolla di fondazione scritta il 18 marzo.
L'oratorio venne intitolato al Santissimo Nome di Maria.
A quel tempo il "Chiesolino" era sotto la giurisdizione della Parrocchia di Lentigione e della Diocesi di Parma.

## Don Giuseppe Andreoli (Martire del Risorgimento)
Don Giuseppe Andreoli è stato prete per diverso tempo a Correggio, egli prese parte alla Carboneria fu sempre tenuto sott'occhio dalla polizia del ducato.
Visse per due anni nella vicina San Giorgio e anche lui ebbe l'onore di celebrare la Santa Messa nell'oratorio.
Con sentenza del duca di Modena venne condannato a morte, il vescovo di Modena lo ridusse allo stato laicale permettendone la sua uccisione.

## Bacchi Mellini Abele e Morelli Giulia
Non si sa di preciso il periodo esatto, ma quasi sicuramente verso la fine dell'Ottocento e e gli inizi del novecento l'oratorio passo dai Soliani Raschini ai Bacchi Mellini.
Dai documenti parrocchiali risulta che Don Umberto Cantarelli (Parroco di Lentigione dal 1911 al 1933) avesse scritto al vescovo, esaudendo il desiderio della sig.ra Giulia Morelli, di poter riaprire l'oratorio al culto, in modo tale che la Stessa Giulia Morelli insieme al Marito Abele potessero celebrarvi il matrimonio.
La Richiesta venne approvata dal Vescovo di Guastalla S.E.R. Mons. Agostino Cattaneo e le nozze celebrate da Don Umberto.
La Benedizione dell'oratorio fu fatta da don Amedeo Massari nel 1933 che in quell'anno aveva sostituito don Cantarelli.

## Il Testamento
All'interno dell'oratorio la sig.ra Morelli Giulia fece murare diverse lapidi, tra le quali anche un estratto del testamento di Bacchi Mellini.
"Il 9 febbraio 1922 moriva BACCHI MELLINI ABELE  // proprietario di questo ORATORIO // che con generosità insuperabile e con testamento olografo  // il 16 gennaio 1911 aveva disposto che tutte le rendite dei suoi beni // dopo la morte della moglie e dei nipoti // venissero in eterno erogate in beneficienza // ai poveri più bisognosi di LENTIGIONE. // Disponeva inoltre che questo ORATORIO // a spese dei beneficati // sia tenuto in perpetuo riparato e convenientemente pulito // con restauro generale almeno ogni 10 anni // e che nessuna salma dopo la sua e quella di sua moglie venga qui dentro tumulata. // L'amministratore delle rendite di cui sopra // sarà la Congregazione di Carità di BRESCELLO. // A questa dovrà unirsi ad amministrare // il medico condotto e con due consiglieri comunali // più anziani d'età della frazione di LENTIGIONE. // Nel caso che per cambiato sistema di votazione // non restassero consiglieri nella frazione // i due amministratori di cui sopra // verranno nominati dal tribunale di REGGIO EMILIA // ogni tre anni fra i frazionisti di LENTIGIONE. // Abilitava poi qualsiasi frazionista di LENTIGIONE // a chiedere a chi ne amministrerà le rendite // che sia scrupolosamente quanto sopra ottemperato. // La moglie MORELLI GIULIA // per renderne consapevoli i posteri // fece trascrivere su questo marmo quanto sopra".

## La Famiglia Bacchi Mellini
Sotto la lapide con il testamento sono tumulati i componenti della famiglia Bacchi Mellini:
- Morelli Giulia † (26/1/1856 - 14/11/1945)

La Lapide Riporta: "Passò la sua lunga vita modestamente // tutto amore per questo oratorio // le sorelle Gemma e Iside // il fratello Aristide ed i nipoti Dolenti // questa memoria posero".
- Bacchi Mellini Abele † ( 1859 - 9/02/1922)

" Volle coronare coll'ultima sua volontà // l'opera spesa in tutta la vita pel pubblico bene // lasciando cospicua parte dei suoi averi // a prò dei poveri di // LENTIGIONE. // La Moglie Morelli Giulia inconsolabile // questo perenne ricordo pose.
- Vaccari Bibbiana † ( 1823 - 10/01/1908)

"Sposa e madre esemplare // morta a 85 anni il 10 gennaio 1908 // i figli Abele Teresina e la nuora Morelli Giulia Addolorati"
Nell'ultima ed in un'unica lapide famigliare sono tumulate tre persone:
- Bacchi Mellini Luigi † (1813 - 1864) - 51 anni
- Bacchi Mellini Clarice † (1854 - 1874) - 20 anni
- Bacchi Mellini Enrico † (1851 - 1876) - 25 anni
- Bacchi Mellini Achille † ( 1857 - 1889) - 32 anni

## I doveri del custode
L'amore che la sig.ra Morelli Giulia aveva verso l'oratorio era davvero tanto, cosicché fece fare altri tre marmi che sono tuttora appesi all'interno,  uno in particolare e rivolto al custode.
I DOVERI DEL CUSTODE:
1. Tutti i giorni dovrà tenere aperto e pulito l'oratorio.
2. Nel mese di maggio dovrà recitare il rosario tutte le sere e festeggiare l'ultimo giorno.
3. Quando passerà qualche processione davanti all'oratorio il custode accenderà i cerini.
4. Qualora necessitassero nell'oratorio delle riparazioni da fare il custode ne darà tosto avviso ai suoi superiori i quali disporranno perché siano prontamente eseguite.
5. Terrà con massimo ordine il giardino che circonda l'oratorio.
6. Il giorno dei defunti vi sarà recitato il rosario colle preci da morto e alla notte vi saranno acesi dei cerini.
7. Il custode faccia scrupolosamente il suo dovere e tenga sempre in buon stato la casa di mia proprietà.
8. Tutto sia pienamente eseguito.
9. Queste disposizioni dovranno essere costantemente esposte dentro l'oratorio a vista del pubblico.

## L'oratorio ai giorni d'oggi
L'oratorio Lateranense Bacchi Mellini è sempre stato utilizzato nel mese di maggio e nel mese di giugno per recitarvi il rosario serale.
A seguito del Terremoto dell'Emilia del 2012 dopo i rilievi post-sisma l'oratorio fu definito inagibile, tanto che il sopralluogo della soprintendenza definì l'oratorio in pericolo di crollo.
Solo 10 anni dopo il sisma, nel 2022 vennero avviati i lavori di restauro, consolidamento strutturale e recupero dei tinteggi.
Ad oggi nel 2023 è ancora chiuso al pubblico, rimane l'installazione dell'impianto elettrico.
Nel 2017 è stato risparmiato dall'alluvione che ha colpito l'abitato di Lentigione